# A Woman's Way
A Woman's Way er en amerikansk stumfilm fra 1908 af D. W. Griffith.

## Medvirkende
- George Gebhardt
- Harry Solter
- Linda Arvidson
- Dorothy Bernard
- Arthur V. Johnson